# M4 (球狀星團)
M4或梅西耶4（也稱為NGC 6121）是在天蠍座的一個球狀星團。它是Philippe Loys de Chéseaux在1745年發現，梅西耶在1764年將它收錄為梅西耶天體。這是第一個被分辨出單顆恒星的球狀星團。

## 可見性
M4即使在最小的望遠鏡中也很顯眼，它是一個模糊的光球，位於明亮的恆星心宿二西方1.3度的地方。兩個天體可以同時在雙筒望遠鏡中看到，是最容易找到的球狀星團之一。中等口徑的望遠鏡可以分辨出單顆的恆星，其中最亮恆星的視星等為10.8等。

## 特點
M4是一個相當鬆散的球狀星團，直徑約為75光年，在夏普力-索耶集中度分類法中的分類為IX。以中等口徑的望遠鏡可以看見其核心有一個典型的「棒狀」結構穿過。威廉·赫歇爾在1783年首次發現這個結構，它由11等的恆星組成，長約2.5角分。在M4中觀測到的變星至少已經有43顆。
M4距離地球約7,200光年，是距離太陽系最近的球狀星團。它的年齡估計為122億年。
在天文學，將氫和氦以外的元素通通稱為金屬，所以這些元素的豐度稱為金屬量，通常就以鐵元素相對於氫的豐度來表示，並與太陽相比較。對於M4，測得的鐵豐度等於：
{\displaystyle \left[{\frac {Fe}{H}}\right]\ =\ -1.07\pm 0.01}
這個值是相對於太陽中的鐵氫比的對數。因此，這個星團的鐵豐度相當於太陽鐵豐度的8.5%。這有力地表明這個星團擁有兩個年齡不同的恆星群，星團可能經歷了兩個恆星形成的主要周期或階段。
空間速度分量(U, V, W)=(–57 ± 3, –193 ± 22,–8 ± 5)km/s。這確認了它環繞銀河系的軌道週期為(116 ± 3) 百萬年，離心率 0.80 ± 0.03：近銀心點距離為(0.6 ± 0.1) 千秒差距，遠銀心點距離為(5.9 ± 0.3)千秒差距。與星系平面成 23°±6°的傾斜角，因此它會高於盤面上方 1.5±0.4 kpc 。當它通過銀河盤面時，距離銀河核心不到5kpc。因此，M4每次通過時都會經歷潮汐激波的衝擊，這會導致恆星反覆地脫落。因此，M4在過去可能更大。

## 值得注意的恆星
1995年，哈伯太空望遠鏡拍攝的照片揭示了M4中的白矮星，它們是銀河系中已知最古老的恆星，年齡為130億年。其中一顆白矮星被發現是一顆帶有脈衝星伴星PSR B1620-26和一顆行星PSR B1620-26b的聯星。這顆行星的質量是木星的2.5倍。
在1987年，發現一顆週期大約是蟹狀星雲脈衝星10倍的毫秒脈衝星CX-1，其週期為3.0毫秒。它可能是毫秒脈衝星/中子星的聯星，它的軌道週期為6.31小時。

## 閃爍鏡
小羅伯特·伯納姆描述在閃爍鏡下看到M4有超運動發光的α粒子（參見伯納姆天體手冊，第三卷：從孔雀座至狐狸座第1703頁）。

## 圖集

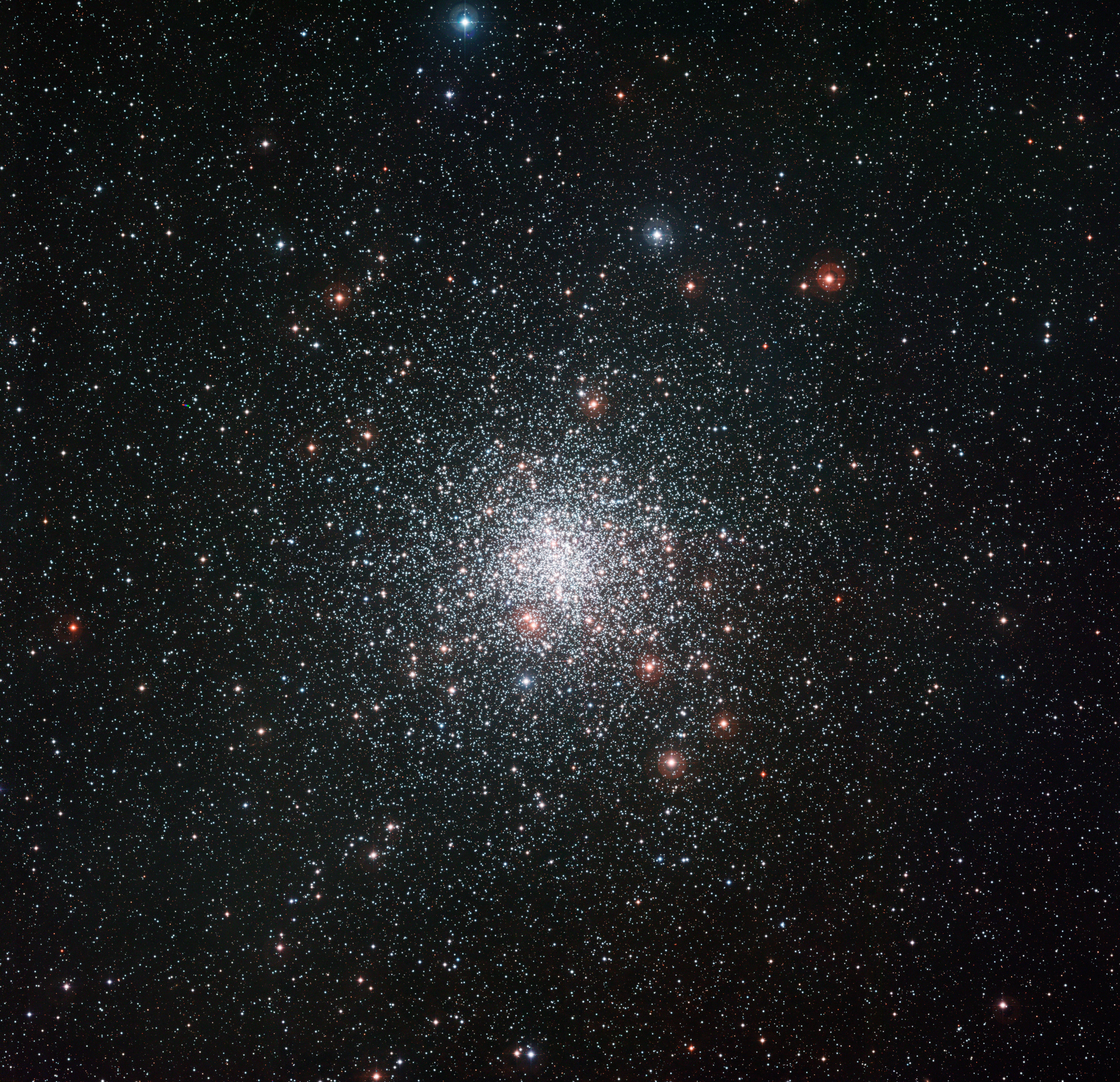
在M4中有一顆恒星被發現含有比預期多得多的稀有輕元素：鋰[8]。
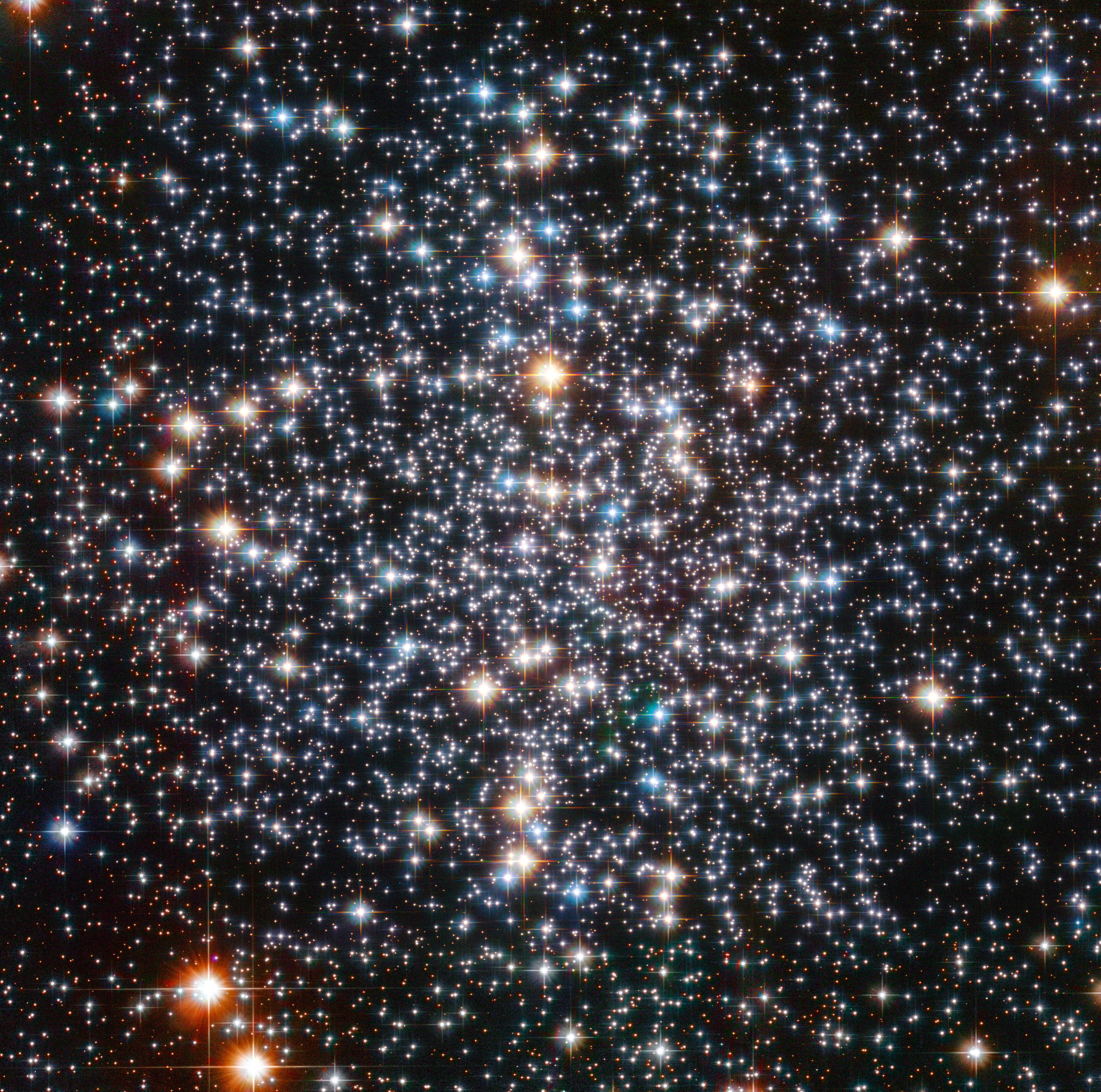
哈伯太空望遠鏡拍攝的M4。擁有數萬顆恆星的M4是許多白矮星的家園[9]。
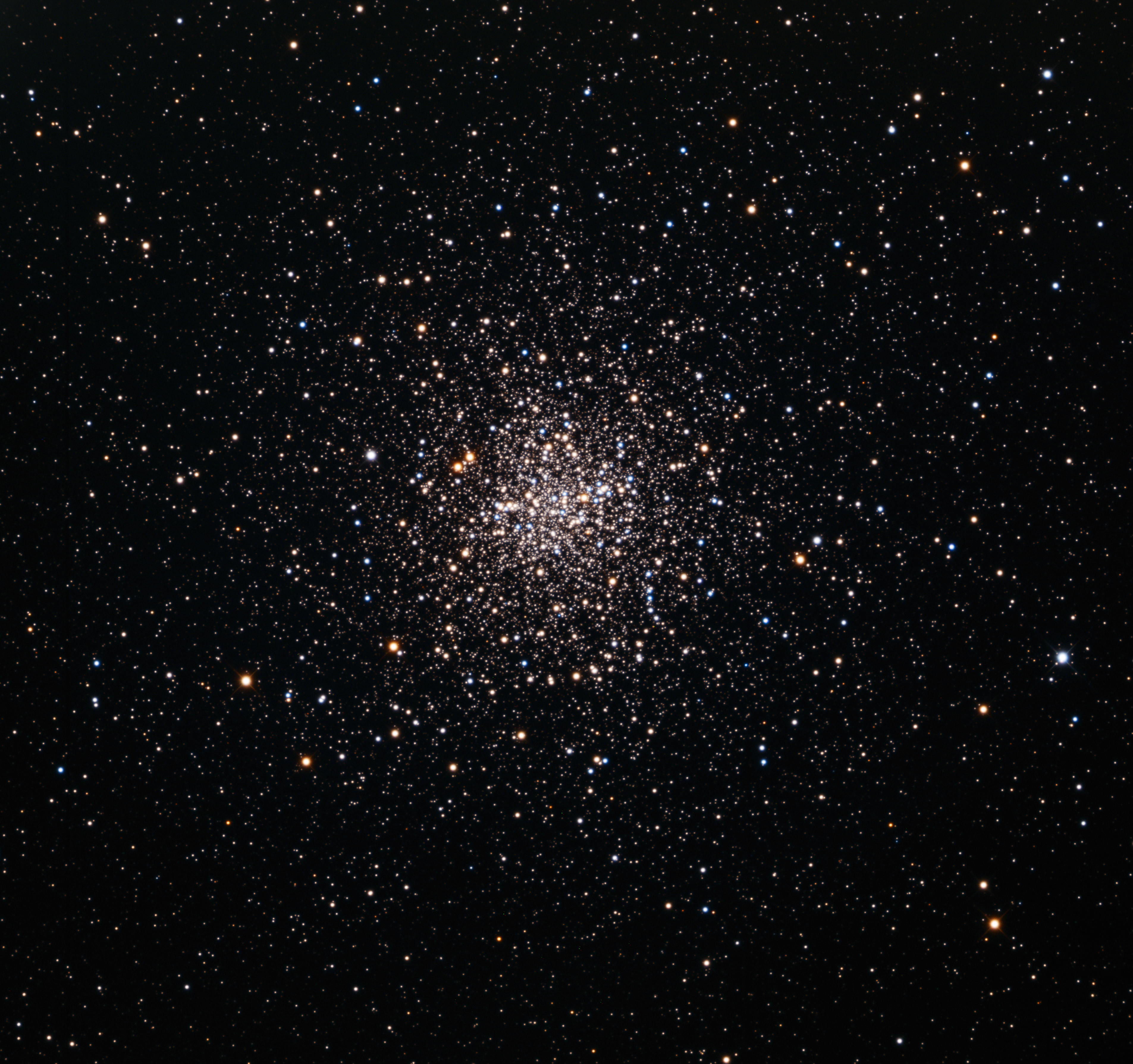
使用32英寸舒爾曼望遠鏡中看到的M4。
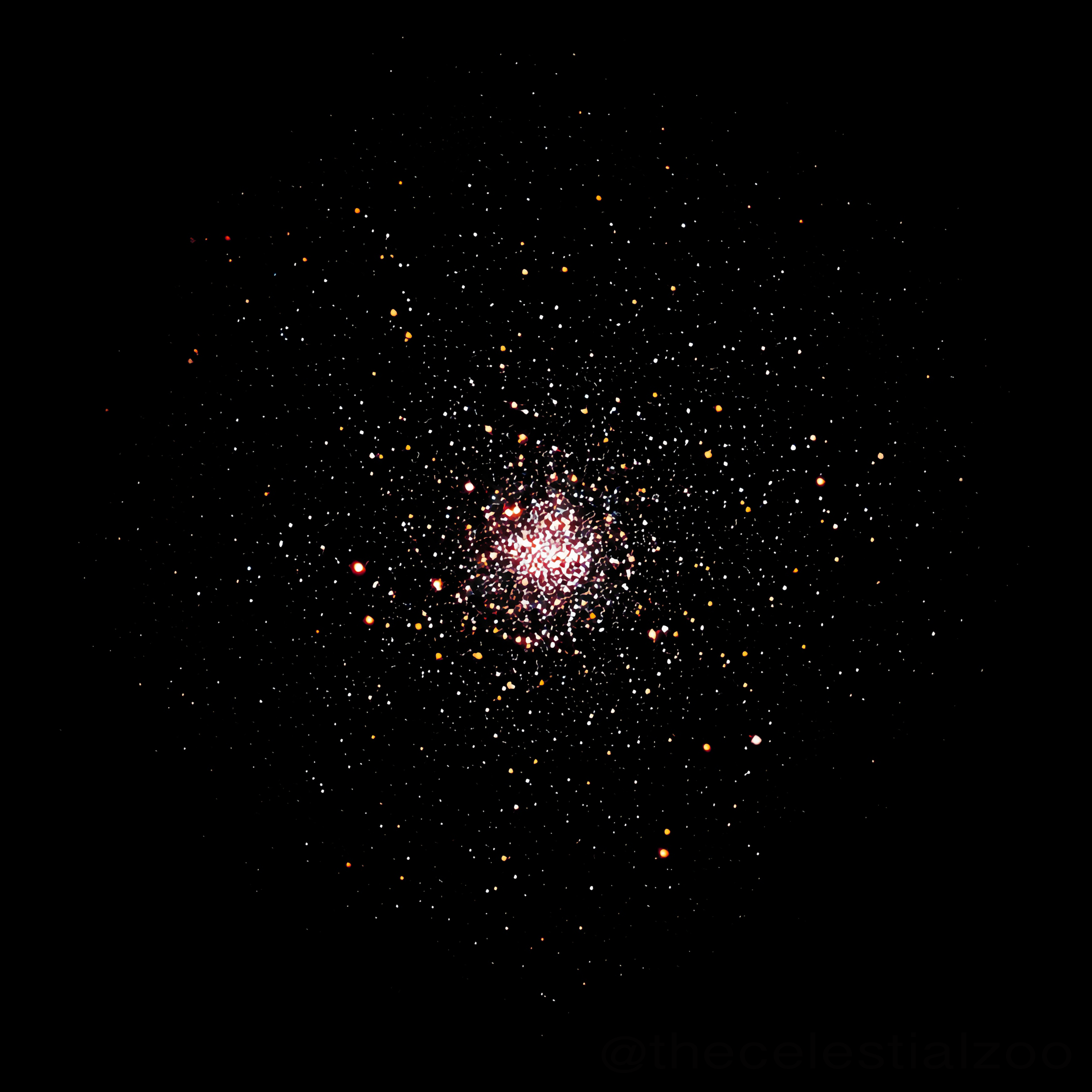
業餘天文學家使用小望遠鏡拍攝的M4。

## 外部連結
- M4, SEDS Messier pages （页面存档备份，存于）
- M4, Galactic Globular Clusters Database page （页面存档备份，存于）
- . Hubble News Desk. 1995-08-28  [2006-05-24]. （原始内容存档于2006-07-20）.
- Gray, Meghan. . Deep Sky Videos. Brady Haran.   [2020-11-22]. （原始内容存档于2020-07-02）.
- WikiSky上关于M4 (球狀星團)的内容：DSS2, SDSS, GALEX, IRAS, 氢α, X射线, 天文照片, 天图, 文章和图片

| 天文學目錄  | 天文學目錄                                           | 天文學目錄 |
| ----------- | ---------------------------------------------------- | ---------- |
| NGC天體表： | NGC 6119 - NGC 6120 - NGC 6121 - NGC 6122 - NGC 6123 |            |